# Gran Premi de Mònaco del 1982
Resultats del Gran Premi de Mònaco de Fórmula 1 de la temporada 1982, disputat al circuit urbà de Montecarlo el 23 de maig del 1982.

## Crònica
A la volta 74, a dues del final, Alain Prost liderava la cursa i va sortir-se col·lidint i abandonant. A la volta 75, Riccardo Patrese va fer una virolla i a l'última volta Didier Pironi es va quedar sense combustible dintre del túnel i Andrea de Cesaris el va seguir quedant-se també sense combustible, llavors Derek Daly va tenir també un accident.
Després de tot això, Riccardo Patrese va guanyar la cursa!

## Resultats de la cursa
| Pos | No | Pilot              | Equip             | Voltes | Temps/ Retir.     | Pos. de sort. | Punts |
| --- | -- | ------------------ | ----------------- | ------ | ----------------- | ------------- | ----- |
| 1   | 2  | Riccardo Patrese   | Brabham - Ford    | 76     | 1h 54' 11. 2      | 2             | 9     |
| 2   | 28 | Didier Pironi      | Ferrari           | 75     | Sense combustible | 5             | 6     |
| 3   | 22 | Andrea de Cesaris  | Alfa Romeo        | 75     | Sense combustible | 7             | 4     |
| 4   | 12 | Nigel Mansell      | Lotus - Ford      | 75     | + 1 Volta         | 11            | 3     |
| 5   | 11 | Elio de Angelis    | Lotus - Ford      | 75     | + 1 Volta         | 15            | 2     |
| 6   | 5  | Derek Daly         | Williams - Ford   | 74     | Accident          | 8             | 1     |
| 7   | 15 | Alain Prost        | Renault           | 74     | Virolla           |               |       |
| 8   | 4  | Brian Henton       | Tyrrell - Ford    |        | + 4 Voltes        |               |       |
| 9   | 29 | Marc Surer         | Arrows - Ford     |        | + 6 Voltes        |               |       |
| 10  | 3  | Michele Alboreto   | Tyrrell - Ford    |        | Suspensions       |               |       |
| Ret | 6  | Keke Rosberg       | Williams - Ford   |        | Col·lisió         |               |       |
| Ret | 8  | Niki Lauda         | McLaren - Ford    |        | Motor             |               |       |
| Ret | 1  | Nelson Piquet      | Brabham - BMW     |        | Turbo             |               |       |
| Ret | 7  | John Watson        | McLaren - Ford    |        | Part elèctrica    |               |       |
| Ret | 9  | Manfred Winkelhock | ATS - Ford        |        | Diferencial       |               |       |
| Ret | 26 | Jacques Laffite    | Ligier - Matra    |        | Prob. conducció   |               |       |
| Ret | 25 | Eddie Cheever      | Ligier - Matra    |        | Pèrdua d'oli      |               |       |
| Ret | 10 | Eliseo Salazar     | ATS - Ford        |        | Part mecànica     |               |       |
| Ret | 16 | René Arnoux        | Renault           |        | Virolla           |               |       |
| Ret | 23 | Bruno Giacomelli   | Alfa Romeo        |        | Palier            |               |       |
| NVQ | 30 | Mauro Baldi        | Arrows - Ford     |        |                   |               |       |
| NVQ | 33 | Jan Lammers        | Theodore - Ford   |        |                   |               |       |
| NVQ | 17 | Jochen Mass        | March - Ford      |        |                   |               |       |
| NVQ | 35 | Derek Warwick      | Toleman - Hart    |        |                   |               |       |
| NVQ | 31 | Jean Pierre Jarier | Osella - Ford     |        |                   |               |       |
| NVQ | 14 | Roberto Guerrero   | Ensign - Ford     |        |                   |               |       |
| NVQ | 36 | Teo Fabi           | Toleman - Hart    |        |                   |               |       |
| NVQ | 32 | Riccardo Paletti   | Osella - Ford     |        |                   |               |       |
| NVQ | 18 | Raul Boesel        | March - Ford      |        |                   |               |       |
| NVQ | 20 | Chico Serra        | Fittipaldi - Ford |        |                   |               |       |
| NVQ | 19 | Emilio de Villota  | March - Ford      |        |                   |               |       |

## Altres
- Pole: René Arnoux 1' 23. 281
- Volta ràpida: Riccardo Patrese 1' 26. 354 (a la volta 69)